# Frédéric-Conrad de Saxe-Meiningen
Frédéric-Conrad, duc de Saxe-Meiningen et d'Hildburghausen, né le 14 avril 1952 à Ziegenberg, est un prince allemand, actuel chef de la Maison ducale de Saxe-Meiningen.

## Origines
Frédéric-Conrad appartient à la lignée des Saxe-Meiningen, cette Maison ducale appartient à la troisième branche de la Maison de Wettin. La lignée des Saxe-Meiningen appartient à la branche Ernestine fondée par Ernest de Saxe.

## Biographie
Il est le fils de Bernard IV de Saxe-Meiningen et Hildburghausen et de Vera Schäffer, baronne von Bernstein.
Après avoir étudié l'économie à l'université de Heidelberg, le prince est devenu banquier.
En 1984, à la mort de son père, le prince Frédéric-Conrad de Saxe-Meiningen-Hildburghausen lui succède comme chef de la sa Maison, car son demi-frère aîné Frédéric de Saxe-Meiningen est né d'une union morganatique.
Frédéric-Conrad de Saxe-Meiningen-Hildburghausen est toujours célibataire, ce qui pose le problème de sa succession. Après concertation, son neveu le prince Constantin de Saxe-Meiningen, né en 1980, a été désigné comme héritier de la Maison ducale. Le prince héritier étant lui-même à ce jour célibataire, le problème successoral n'est pas entièrement résolu.
Selon les lois anciennes de la Maison ducale de Saxe-Meiningen, l'héritier doit descendre en droite lignée masculine d'Ernest Ier de Saxe-Gotha. Si la situation demeure inchangée, Richard de Gloucester pourrait prétendre à la succession de la Maison ducale de Saxe-Meiningen.